# معركة أوتونيتو
معركة أوتونيتو وقعت في 27 سبتمبر 1446 في منطقة ديبرا العليا في ألبانيا . تم إرسال القائد العثماني مصطفى باشا إلى ألبانيا، ولكن سرعان ما تم اعتراضه وهزيمته من قبل الأمير الألباني إسكندر بك.
عندما أعد السطان العثماني مراد الثاني قواته لشن حملة ضد يوحنا هونياد، الذي أصبح في ذلك العام وصيًا على المجر، أرسل قوة من 15000 من الفرسان بقيادة مصطفى باشا إلى ألبانيا. كانت الخطة العثمانية هي خوض حرب استنزاف، مع تجنب المعركة المباشرة. قسم مصطفى قوته إلى قسمين وأرسل وحدة للقتال مع إبقاء الأخرى في موقع محصن في أوتونيتو عندما علم إسكندر بك بانقسام الجيش العثماني، هاجم أوتونيتو بخمسة آلاف رجل. فسادت الفوضى في المعسكر العثماني وتعرضو لخسائر كثيرة وسقط المخيم بأكمله وإمداداته في أيدي إسكندر بك. بعد هذه الهزيمة أمر السلطان مراد الثاني مصطفى بالدفاع عن الحدود وعدم القيام بأي أعمال قد تؤدي إلى هزيمة أخرى.